# الکس ایووبی
الکساندر چوکا ایووبی (انگلیسی: Alexander Chuka Iwobi؛ زادهٔ ۳ مهٔ ۱۹۹۶) بازیکن فوتبال اهل نیجریه است که برای باشگاه فولام بازی می‌کند.
وی در تیم ملی فوتبال نیجریه بازی می‌کند.
ایووبی کار خود را در آرسنال آغاز کرد و در ۱۴۹ بازی ۱۵ گل به ثمر رساند. او در سال ۲۰۱۷ جام حذفی را به دست آورد و در فینال لیگ اروپا ۱۹–۲۰۱۸ نیز گلزنی کرد. او در اوت ۲۰۱۹ با مبلغ ۲۸ میلیون پوند به اورتون منتقل شد و در سپتامبر ۲۰۲۳ با قیمت ۲۵ میلیون یورو به فولام پیوست. ایووبی تا سطح زیر ۱۸ سال برای تیم ملی انگلستان و سپس برای تیم بزرگسالان نیجریه به میدان رفت. او در جام جهانی ۲۰۱۸ و جام ملت‌های آفریقا ۲۰۱۹ و ۲۰۲۱ در تیم ملی نیجریه حضور داشت.

## زندگی
وی در لاگوس به دنیا آمد و در ۴ سالگی به بریتانیا آورده شد.
در ۲۷ اکتبر ۲۰۱۵، آیوبی نخستین بازی باشگاهی را با شکست ۳–۰ در بازی با باشگاه فوتبال شفیلد ونزدی در دورهٔ ۱۶ام جام لیگ شروع کرد.